# Alévy
Pour l’article ayant un titre homophone, voir Halévy.
Armand Simon Lévy dit Alévy, né le 24 octobre 1859 dans l'ancien 9e arrondissement de Paris, et mort le 11 août 1940 à Mantes-la-Jolie, est un journaliste et auteur dramatique français.

## Biographie
Fils d'un tapissier de la Chaussée d'Antin, Alévy, après quelques années passées comme administrateur de théâtre, apparaît pour la première fois comme auteur dès 1889 en montant des revues non plus dans des concerts, mais dans des cirques avec la collaboration de Gabriel Astruc dit Subrac.
Ses pièces, souvent écrites en collaboration, ont été représentées sur les plus grandes scènes parisiennes du XIXe siècle : Théâtre de l'Ambigu-Comique, Théâtre du Palais-Royal, Théâtre Déjazet, etc.

## Œuvres

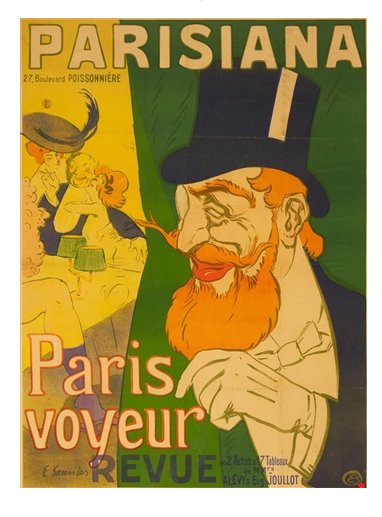
Affiche d'Édouard Saunier pour Paris Voyeur (vers 1908).

- 1889 : En selle pour la revue, pantomime-revue équestre en 2 parties et un prologue, avec Surtac, costumes d'Alfred Choubrac, au Cirque Fernando (10 janvier)[4]
- 1889 : Paris au galop, revue équestre et nautique, avec Surtac, au Nouveau-Cirque (13 novembre)
- 1891 : Paris à la blague, revue de fin d'année en 2 actes et 6 tableaux, avec Surtac, musique de Charles Raiter, au Concert-Parisien (12 décembre)[5]
- 1892 : A fond de train, revue équestre et nautique, avec Surtac, musique de Laurent Grillet, au Nouveau-Cirque (8 janvier)
- 1892 : La Petite Salammbô, parodie en 1 acte du roman de Gustave Flaubert, avec Adrien Vély, au Théâtre Déjazet (29 septembre)
- 1892 : Cligne en haut ! Cligne en bas !, revue de fin d'année en 1 acte et 2 tableaux, avec Adrien Vély, musique de Charles Raiter, au Concert-Parisien (15 décembre)[6]
- 1893 : Paris-Clown, revue-pantomime, avec Surtac, au Nouveau-Cirque (3 février)[7]
- 1893 : Veuve Prosper, successeur, opérette en 3 actes, avec Adrien Vély, au théâtre Déjazet (11 octobre)
- 1893 : Paris-Printemps, revue, avec Adrien Vély, au théâtre d'Application
- 1894 : Napoléon intime, comédie en 1 acte, avec Adrien Vély, au théâtre d'Amiens (9 juillet). Reprise au théâtre du Grand-Guignol en juin 1897.
- 1894 : Paris-Trianon, revue en 2 actes et 3 tableaux, avec Adrien Vély, au Trianon-Concert (31 juillet)
- 1894 : Une Bonne soirée, opérette en 1 acte, avec Adrien Vély, musique de Paul Marcelles, au théâtre de l'Ambigu (21 décembre)
- 1895 : Paris-Montmartre, revue en deux actes, un prologue et six tableaux, avec Adrien Vély
- 1898 : Paris qui trotte, revue à grand spectacle, avec Adrien Vély, musique de Laurent Grillet, au Nouveau-Cirque (8 février)[8]
- 1898 : La Goualeuse, drame en 5 actes et 7 tableaux, avec Gaston Marot, au théâtre des Bouffes du Nord (24 février)[9]. Reprise au théâtre de l'Ambigu le 17 avril 1907.
- 1901 : La Légion étrangère, drame en 5 actes et 7 tableaux, avec Jean La Rode, au théâtre de l'Ambigu (10 mai)
- 1903 : Le Drame de la rue Murillo, drame en 5 actes et 8 tableaux, avec Gaston Marot, au théâtre de l'Ambigu (25 septembre)
- 1908 : Paris-Voyeur, revue féerie en 2 actes, 1 prologue et 17 tableaux, avec Eugène Joullot, au Concert Parisiana (4 octobre)[10]
- 1909 : Le Corset de Damoclès, vaudeville en 1 acte, au théâtre du Palais-Royal (27 février)
- 1909 : Madame Agathe, pièce en 1 acte, avec Léon Sazie, au théâtre du Grand-Guignol (20 janvier)
- 1910 : L'Enfant du mystère, vaudeville en 3 actes, avec Eugène Joullot, au théâtre du Palais-Royal (22 septembre)
- 1912 : La Main rouge, drame en 5 actes et 10 tableaux, avec Marcel Nadaud, au théâtre de Belleville (1er avril)
- 1912 : Fripouille et Cie, drame en 5 actes, avec Marcel Nadaud, au théâtre Moncey (29 novembre)
- 1913 : Chéri-Bibi, drame en 5 actes et 9 tableaux d'après le roman-feuilleton de Gaston Leroux, avec Marcel Nadaud, au théâtre Molière (31 octobre)[11]
- 1917 : L'Angélus, drame en 1 acte, avec Marcel Nadaud, au théâtre du Grand-Guignol (11 mai)

## Distinctions
- Officier de l'Instruction publique (arrêté ministériel du 16 janvier 1897)[12]